# Aféra Thomase Crowna
Aféra Thomase Crowna (v anglickém originále The Thomas Crown Affair) je americký film z roku 1999, remake snímku Případ Thomase Crowna z roku 1968.

## Děj
Příběh filmu ukazuje znuděného miliardáře a sběratele umění Thomase Crowna (Pierce Brosnan), který se baví tím, že krade umění - podle hesla - "nač umění kupovat, když je taková zábava je krást", ale po ukradení Monetova obrazu z Metropolitního muzea umění v New Yorku se mu do cesty postaví agentka švýcarské pojišťovny Catherine Banning (Rene Russo) a rozehraje se samotný děj příběhu.